# Hwasan-31
La Hwasan-31 (coréen : 화산-31 ; littéralement Volan-31) est une ogive nucléaire tactique nord-coréenne dévoilée pour la première fois en 2023.

## Conception
D'après les images publiées par la Corée du Nord, la longueur de la Hwasan-31 est estimée à 90 cm, pour une largeur de 40 à 50 cm, et une masse de 150 à 200 kg. Son  rendement serait estimé entre 4 et 10 kt,.

## Histoire
Lors du 8e Congrès du Parti des travailleurs de Corée qui s'est tenu en janvier 2021, le dirigeant nord-coréen Kim Jong Un a prévu de fabriquer des ogives nucléaires miniaturisées.
La Corée du Nord a dévoilé la Hwasan-31 le 27 mars 2023 ,.

## Capacité
La Hwasan-31 peut être transportée par les systèmes d'armes suivants,, :
- Missiles balistiques à courte portée :
  - Hwasong-11A (KN-23)
  - Hwasong-11B (KN-24)
  - Hwasong-11C
  - Hwasong-11D
  - Hwasong-11S
  - KN-25
- Missiles de croisière :
  - Hwasal-1
  - Hwasal-2
  - Pulhwasal-3-31
- Drone sous marin :
  - Haeil

## Implication stratégique
La révélation de la Hwasan-31 a démontré les progrès de la Corée du Nord dans le développement d’armes nucléaires tactiques.